# کردلان
کردلان، روستایی است از توابع دهستان شنبه در بخش شنبه و طسوج شهرستان دشتی استان بوشهر ایران.

## جمعیت
بر اساس سرشماری سال ۱۳۹۰ آمار رسمی جمعیت روستا ۵۴۲ نفر (۱۲۰خانوار) می‌باشد.